# Centro Comercial Plaza Valera
El Centro Comercial Plaza es la infraestructura comercial de mayor tamaño en el estado Trujillo, construido en la década de los 90 por el empresario e ingeniero Francisco Fernández Galán, siendo impulsado con capital privado, por su empresa de desarrollos inmobiliarios Casa Fácil. Su presencia significó un avance económico, turístico y arquitectónico para los Andes. Fue inaugurado el 2 de noviembre de 2001 y actualmente se desarrolla el Centro Comercial Plaza Centro, el segundo de la cadena.

## Características
El Centro Comercial Plaza cuenta con 3 Mall, con un área comercial de 25.000 m² que incorpora tiendas que van desde tiendas por departamentos de productos de consumo masivo hasta tiendas de productos exclusivos, ferias de comida y salas de cines, pertenecientes a la cadena de Cines Cinex. En sus centros están unidos por un puente aéreo de acero y cristal donde figuran marcas Internacionales, Nacionales e iniciativas locales, así como medios de comunicación y entidades bancarias. La estela de éxito sigue intacta, ya que no existe otra firma que compita en tamaño y características. A pesar de ser un centro comercial moderno, no cuenta con escaleras mecánicas.

## Franquicias Internacionales
- Levi Strauss & Co.
- Movistar
- Adidas
- Converse
- Clarks
- McDonald's
- Vicente Muñoz
- Kodak
- Barbie
- Toto
- Wendy's (Antiguo)
- El Palacio del Blummer
- Press-To

## Franquicias Nacionales
- Movilnet
- Cantv
- Recordland
- Rori
- Tiendas Gina
- Ferka (Antiguo)
- Pollo Sabroso
- Pronto Pizza
- Perfumes Factory
- Cinex
- Churro Manía
- Arturo's
- Indiani
- Zulia Gourmet
- DeliPlumrose
- Latin Sushi
- Óptica Marcano Plaza

## Entidades Bancarias
- 100% Banco

## Medios de Comunicación
- Tv Andes